# Ojo de Agua, Santiago Tuxtla
Ojo de Agua är en ort i Mexiko.   Den ligger i kommunen Santiago Tuxtla och delstaten Veracruz, i den sydöstra delen av landet, 400 km öster om huvudstaden Mexico City. Ojo de Agua ligger 60 meter över havet och antalet invånare är 537.
Terrängen runt Ojo de Agua är huvudsakligen platt, men norrut är den kuperad. Runt Ojo de Agua är det ganska tätbefolkat, med 80 invånare per kvadratkilometer. Närmaste större samhälle är San Andres Tuxtla, 18,3 km nordost om Ojo de Agua. Omgivningarna runt Ojo de Agua är en mosaik av jordbruksmark och naturlig växtlighet.